# Narycia centropa
Narycia centropa är en fjärilsart som beskrevs av Edward Meyrick 1922. Narycia centropa ingår i släktet Narycia och familjen säckspinnare. Inga underarter finns listade i Catalogue of Life.